# Daniel Huňa
Daniel Huňa (* 25. červen 1979 Most) je bývalý český fotbalový útočník.
S fotbalem začínal v domovském Mostě. V roce 1995 hrál za Plzeň, kde strávil 3 roky. Poté hrál jednu sezonu za město Souš. V letech 2000 až 2003 odjel do USA, kde hrál za tři chicagské kluby. V roce 2004 se vrátil do Česka, přesněji do pražských Bohemians, kde strávil jednu sezonu. Aktivní kariéru ukončil v roce 2012 v 1. FK Příbram, kde posléze začal pracovat jako trenér mládežnických týmů.